# Kenneth Collins (Politiker)
Kenneth „Ken“ Collins (* 12. August 1939 in Hamilton, Lanarkshire) ist ein britischer Politiker der Labour Party.

## Leben
Collins besuchte die Hamilton Academy. Er studierte an der University of Glasgow und an der University of Strathclyde. Von 1979 bis 1999 war er Abgeordneter im Europäischen Parlament.